# Satyrus turkestana
Satyrus turkestana är en fjärilsart som beskrevs av Grum-grshimailo 1882. Satyrus turkestana ingår i släktet Satyrus och familjen praktfjärilar. Inga underarter finns listade.